# Circuito Brasileiro de Voleibol de Praia Masculino de 2013–14
O Circuito Brasileiro de Voleibol de Praia de 2013-14, também chamado de Circuito Banco do Brasil de Vôlei de Praia, foi a vigésima segunda edição da principal competição nacional de Vôlei de Praia na variante masculina, iniciado em 29 de agosto de 2013.

## Resultados

### Circuito Open
| Evento                                                              | Ouro                                 | Prata                                | Bronze                              | Quarto lugar                        |
| 1ª Etapa Recife, Pernambuco 30 de agosto a 1 de setembro de 2013.   | / Alison Cerutti Emanuel Rego        | / Ricardo Alex Santos Márcio Araújo  | / Evandro Gonçalves Vitor Felipe    | / Hevaldo Moreira Bruno de Paula    |
| 2ª Etapa Vitória, Espírito Santo 20 a 22 de setembro de 2013.       | / Evandro Gonçalves Vitor Felipe     | / Pedro Solberg Bruno Oscar Schmidt  | / Alison Cerutti Emanuel Rego       | / Ricardo Alex Santos Márcio Araújo |
| 3ª Etapa Rio de Janeiro, Rio de Janeiro 18 a 20 de outubro de 2013. | / Pedro Solberg Bruno Oscar Schmidt  | / Alison Cerutti Emanuel Rego        | / Moisés Santos Gilmário Vidal      | / Ricardo Alex Santos Márcio Araújo |
| 4ª Etapa Guarujá, São Paulo 15 a 17 de novembro de 2013.            | / Alison Cerutti Emanuel Rego        | / Hevaldo Moreira Bruno de Paula     | / Ricardo Alex Santos Márcio Araújo | / Edson Filipe Bruno Oscar Schmidt  |
| 5ª Etapa São José, Santa Catarina 6 a 8 de dezembro de 2013         | / Alison Cerutti Emanuel Rego        | / Pedro Solberg Jorge Terceiro "Gia" | / Ricardo Alex Santos Márcio Araújo | / Gilmário Vidal João Paulo         |
| 6ª Etapa São Luís, Maranhão 17 a 19 de janeiro de 2014.             | / Ricardo Alex Santos Márcio Araújo  | / Fernandão Rodrigo Saunders         | / Thiago Santos Oscar Brandão       | / Hevaldo Moreira Bruno de Paula    |
| 7ª Etapa Natal, Rio Grande do Norte 7 a 9 de fevereiro de 2014.     | / Pedro Solberg Emanuel Rego         | / Alison Cerutti Bruno Oscar Schmidt | / Ricardo Alex Santos Márcio Araújo | Rhooney Ferramenta Rodrigo Bernat   |
| 8ª Etapa João Pessoa, Paraíba 21 a 23 de fevereiro de 2014.         | / Pedro Solberg Emanuel Rego         | / Alison Cerutti Bruno Oscar Schmidt | / Ricardo Alex Santos Márcio Araújo | / Evandro Gonçalves Vitor Felipe    |
| 9ª Etapa Maceió, Alagoas 21 a 23 de março de 2014.                  | / Alison Cerutti Bruno Oscar Schmidt | / Pedro Solberg Emanuel Rego         | / Hevaldo Moreira Bruno de Paula    | / Ricardo Alex Santos Márcio Araújo |

## Ranking final
| Posição           | Equipe                             | Pontuação |
| ----------------- | ---------------------------------- | --------- |
| Medalha de ouro   | /Ricardo Alex Santos Márcio Araújo | 1440      |
| Medalha de prata  | / Hevaldo Moreira Bruno de Paula   | 1180      |
| Medalha de bronze | / Evandro Gonçalves Vitor Felipe   | 1060      |
| 4                 | / Alison Cerutti Emanuel Rego      | 940       |
| 5                 |                                    |           |
| 6                 |                                    |           |
| 7                 |                                    |           |
| 8                 |                                    |           |
| 9                 |                                    |           |
| 10                |                                    |           |
| 11                |                                    |           |
| 12                |                                    |           |
| 13                |                                    |           |

### Premiações individuais
Os destaques da temporada foram ː
| MVP                   | Pedro Solberg       | Rio de Janeiro            |
| Revelação             | Gustavo Carvalhaes  | Rio de Janeiro            |
| Melhor Ataque         | Emanuel Rego        | Paraná                    |
| Melhor Bloqueio       | Pedro Solberg       | Rio de Janeiro            |
| Melhor Saque          | Bruno Oscar Schmidt | Distrito Federal (Brasil) |
| Melhor Recepção/Passe | Pedro Solberg       | Rio de Janeiro            |
| Melhor Defesa         | Bruno Oscar Schmidt | Distrito Federal (Brasil) |
| Melhor Levantador     | Márcio Araújo       | Ceará                     |